# لفظ سالم
السالم عند الصرفيين ما سلمت حروفه الأصلية، التي تقابل بالفاء والعين واللام، من حروف العلة، والهمزة، والتضعيف، وعند النحويين ما ليس في آخره حرف علة، سواء كان في غيره أو لا، وسواء كان أصليا أو زائدا، فيكون نصر سالما عند الطائفتين، ورمى غير سالم عندهما، وباع غير سالم عند الصرفيين وسالما عند النحويين، وسنلقى سالما عند الصرفيين، وغير سالم عند النحويين.